# Joshua Logan
Joshua Lockwood Logan III (* 5. Oktober 1908 in Texarkana, Texas; † 12. Juli 1988 in New York City, New York) war ein US-amerikanischer Film- und Theaterregisseur.

## Leben
Joshua Logan begann seine Regiekarriere als Student an der Princeton University. Er formte ein Studententheater mit den Studenten Henry Fonda, James Stewart und Margaret Sullavan. Nach dem Studium ging er nach Moskau, um bei Konstantin Stanislawski Regie zu studieren. Wieder zurück in den Vereinigten Staaten begann er am Broadway Stücke zu inszenieren. Vor allem als Musical-Regisseur feierte er große Erfolge.
Seine Filmarbeit war bei weitem nicht so zahlreich wie seine Theaterarbeit. Dennoch erhielt er für seinen Film Picknick (1955) eine Oscar-Nominierung und gewann für den gleichen Film den Golden Globe Award. In den 1930er Jahren hatte er bereits als Dialog-Regisseur in Hollywood gearbeitet, beispielsweise für Im Garten Allahs mit Marlene Dietrich und Charles Boyer. Außerdem arbeitete er als Regisseur auch mit Hollywoodgrößen, wie Marilyn Monroe in Bus Stop (1956), Marlon Brando in Sayonara (1957) und Jane Fonda in Je länger- je lieber (1960), zusammen.
Logan war von 1945 bis zu seinem Tode mit der Schauspielerin Nedda Harrigan verheiratet.

## Filmografie
Als Regisseur
- 1938: I Met My Love Again
- 1955: Picknick (Picnic)
- 1956: Bus Stop
- 1957: Sayonara
- 1958: South Pacific
- 1960: Je länger, je lieber (Tall Story)
- 1961: Fanny
- 1964: Operation Pazifik (Ensign Pulver)
- 1967: Camelot – Am Hofe König Arthurs (Camelot)
- 1969: Westwärts zieht der Wind (Paint Your Wagon)

Als Drehbuchautor
- 1955: Keine Zeit für Heldentum (Mister Roberts)
- 1964: Operation Pazifik (Ensign Pulver)

Als Produzent
- 1960: Je länger, je lieber (Tall Story)
- 1961: Fanny
- 1964: Operation Pazifik (Ensign Pulver)

## Broadwayproduktionen als Regisseur
- 1935: It’s You I want – von Maurice Braddell
- 1935: To See Ourselves – von E. M. Delafield
- 1935: Hell Freezes Over – von John Patrick
- 1938: On Borrowed Time – von Paul Osborn
- 1938: I Married An Angel – Musical von Richard Rodgers und Lorenz Hart (mit Walter Slezak)
- 1938: Knickerbocker Holiday – Musical von Kurt Weill und Maxwell Anderson (mit Walter Huston)
- 1939: Stars in Your Eyes – Musical von Arthur Schwartz und Dorothy Fields (mit Jimmy Durante und Ethel Merman)
- 1939: Morning's At Seven – von Paul Osborn
- 1940: Higher and Higher – Musical von Rodgers und Hart (mit June Allyson)
- 1940: Charlies Tante – von Brandon Thomas
- 1942: By Jupiter – Musical von Rodgers und Hart
- 1946: Annie Get Your Gun – Musical von Irving Berlin und Dorothy Fields (mit Ethel Merman) – 1.147 Vorstellungen bis 1949
- 1946: Happy Birthday – Musical von Anita Loos mit Songs von Richard Rodgers und Oscar Hammerstein
- 1947: John Loves Mary – von Norman Krasna
- 1948: Mister Roberts – von Thomas Heggen (mit Henry Fonda) – 1.157 Vorstellungen bis 1951
- 1949: South Pacific - Musical von Rodgers und Hammerstein – 1.925 Vorstellungen bis 1954
- 1950: The Wisteria Trees – von Leland Hayward
- 1952: Wish You Were Here – Musical von Arthur Kober und Harold Rome
- 1953: Picnic – von William Inge
- 1953: Kind Sir – von Norman Krasna (mit Charles Boyer)
- 1954: Fanny – Musical von S. N. Behrman nach Marcel Pagnol und Harold Rome – 888 Vorstellungen bis 1956
- 1956: Middle of the Night – von Lehman Engel (mit Edward G. Robinson, Gena Rowlands und Martin Balsam)
- 1958: The World of Suzie Wong – nach Richard Mason
- 1960: There was a little Girl – von Daniel Taradash (mit Jane Fonda)
- 1962: All American – Musical von Charles Strouse und Mel Brooks
- 1962: Mr. President – Musical von Irving Berlin (mit Robert Ryan)
- 1970: Look for the Lilies – Musical von Jule Styne und Leonard Spigelgass
- 1980: Horowitz and Mrs. Washington – von Henry Denker